# Grésy-sur-Aix
Grésy-sur-Aix (früher italienisch Gresì) ist eine französische Gemeinde mit
4633 Einwohnern (Stand 1. Januar 2022) im Département Savoie in der Region Auvergne-Rhône-Alpes. Sie gehört zum Arrondissement Chambéry und ist Mitglied im Gemeindeverband Communauté d’agglomération Grand Lac. Die Bewohner werden Grésiliens und Grésiliennes genannt.
Die Gemeinde erhielt 2022 die Auszeichnung „Drei Blumen“, die vom Conseil national des villes et villages fleuris (CNVVF) im Rahmen des jährlichen Wettbewerbs der blumengeschmückten Städte und Dörfer verliehen wird.

## Geographie
Grésy-sur-Aix liegt auf 350 m, in der Nähe von Aix-les-Bains, etwa 18 Kilometer nördlich der Stadt Chambéry (Luftlinie). Das Dorf erstreckt sich im Alpenvorland, auf einem Plateau leicht erhöht südlich des Tals der Sierre (oder Sierroz), nahe dem Lac du Bourget, zwischen der Montagne de la Biolle im Nordwesten und dem Mont Revard (Massiv der Bauges) im Südosten.
Die Fläche des 12,73 km² großen Gemeindegebiets umfasst einen Abschnitt des französischen Alpenvorlandes. Der zentrale Teil des Gebietes wird von der breiten Talmulde eingenommen, die sich vom Becken von Rumilly südwärts bis zum Lac du Bourget ausdehnt. Diese Senke weist im Bereich von Grésy-sur-Aix einen flachen Talboden von rund 1,5 km Breite auf. Hier mündet die Deisse in die Sierre, welche das Gebiet nach Südwesten zum Lac du Bourget entwässert. Im Westen wird die Talsenke vom südlichsten Ausläufer der Montagne de la Biolle flankiert; auf dem bewaldeten Höhenrücken wird mit 620 m die höchste Erhebung von Grésy-sur-Aix erreicht. Nach Osten erstreckt sich das Gemeindeareal über den sanft ansteigenden Hang bis unterhalb von Trévignin am Fuß des Mont Revard.
Zu Grésy-sur-Aix gehören neben dem eigentlichen Ortskern auch mehrere Weilersiedlungen und Gehöfte, darunter:
- Crains (290 m) im Tal der Sierre am Fuß der Montagne de la Biolle
- Les Gents (350 m) südlich an das Dorf anschließend
- Les Choseaux (450 m) am Hang oberhalb von Aix-les-Bains
- Les Maguets (470 m) auf einem Plateau südlich des Tals der Sierre
- Arbussin (340 m) in der Talsenke nördlich der Sierre
- Les Mélets (450 m) am östlichen Talhang der Deisse
- Droise (330 m) in der Talmulde der Deisse

Nachbargemeinden von Grésy-sur-Aix sind La Biolle und Entrelacs im Norden, Montcel und Trévignin im Osten, Pugny-Chatenod und Aix-les-Bains im Süden sowie Brison-Saint-Innocent im Westen.

## Geschichte
Das Gemeindegebiet von Grésy-sur-Aix war schon sehr früh besiedelt. Es wurden Spuren aus der Bronzezeit, Mauerfundamente aus der Römerzeit und ein Gräberfeld aus der Burgundenzeit entdeckt. Die erste urkundliche Erwähnung des Ortes erfolgte im 11. Jahrhundert unter den Namen de Grasiaco und de Graisieu. Später erschienen die Bezeichnungen Gresieu (1201), Graysiacum (1215), de Gresiaco, de Greysiaco (1289), Gressie (1312), Greysie (1316), Greysi en Genevois (1555) und Grésy-en-Genevois. Der Ortsname geht auf den gallorömischen Personennamen Gratius zurück und bedeutet so viel wie Landgut des Gratius (Gratiacum).
Im Mittelalter bildete Grésy eine eigene Herrschaft unter der Familie Grésy, die aus dem Haus Faucigny stammte. Im 14. Jahrhundert erlangte diese Herrschaft eine wichtige Position im Grenzgebiet der Grafschaften des Genevois und von Savoyen, bevor sie 1401 endgültig unter die Oberhoheit von Savoyen kam. Im Jahre 1793 wurde die Gemeinde von Grésy-en-Genevois in Grésy-sur-Aix umbenannt.
Von 1973 bis 2015 war die Gemeinde Hauptort (frz.: chef-lieu) des Kantons Aix-les-Bains-Nord-Grésy (zunächst nur Kanton Grésy-sur-Aix genannt).

## Sehenswürdigkeiten
Die Pfarrkirche Saint-Jean-Baptiste wurde im 19. Jahrhundert im Stil der Neugotik errichtet. Im Weiler Droise steht eine Kapelle, die ebenfalls aus dem 19. Jahrhundert stammt. Vom ehemaligen Château de Grésy ist ein Turm aus dem 12. Jahrhundert erhalten. Im Bereich der Ortschaft sowie an den umliegenden Hängen befinden sich zahlreiche Schlösser und Herrensitze, darunter das Château de Mouxy (aus dem 15. Jahrhundert, im 18. Jahrhundert umgestaltet), das Château de Loche (aus dem 15. bis 17. Jahrhundert, mit reicher Innenausstattung und einer Schlosskapelle) in einem schönen Park, das Château du Fontany und das Château de Varax.

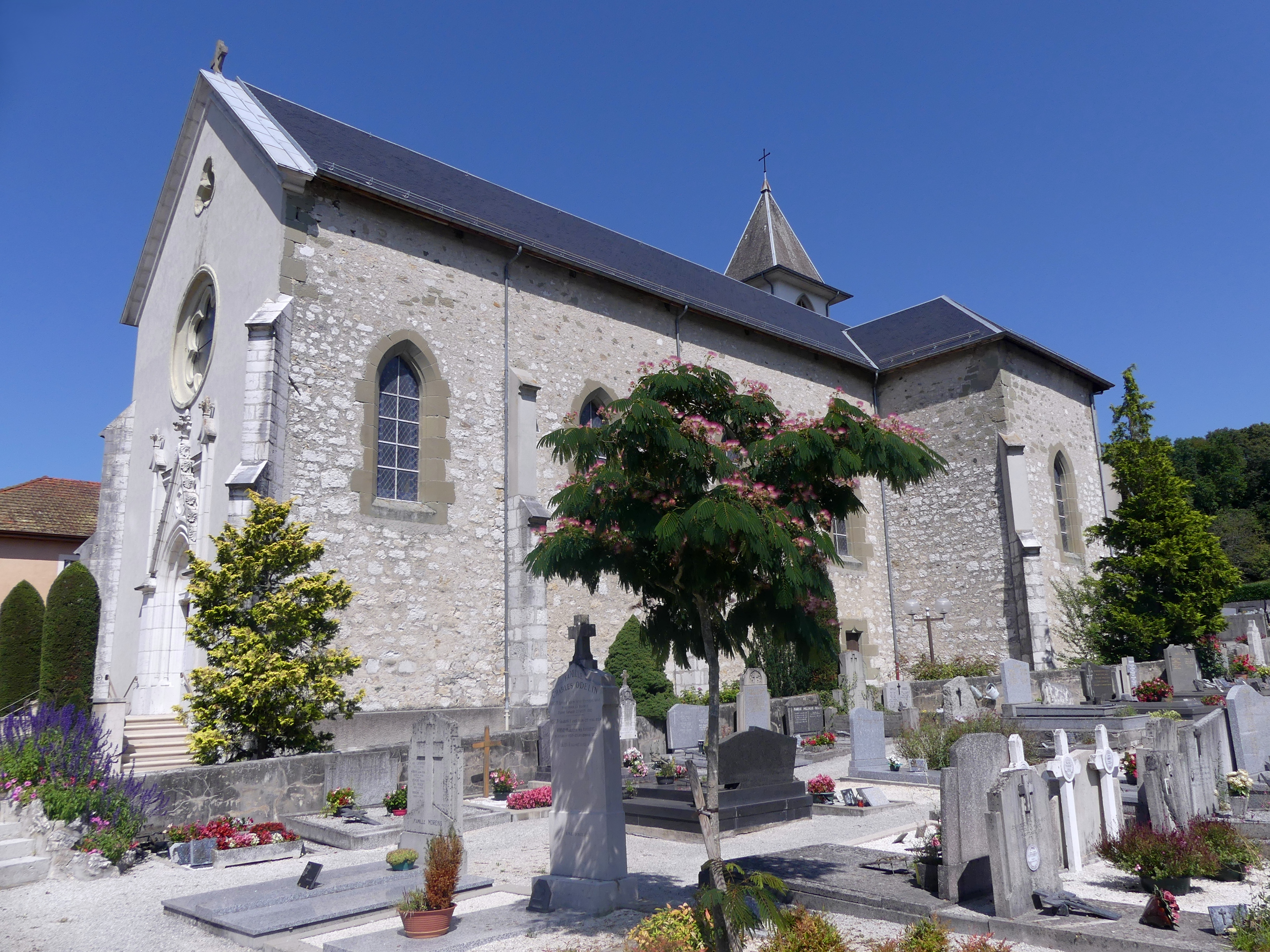
Pfarrkirche Saint-Jean-Baptiste
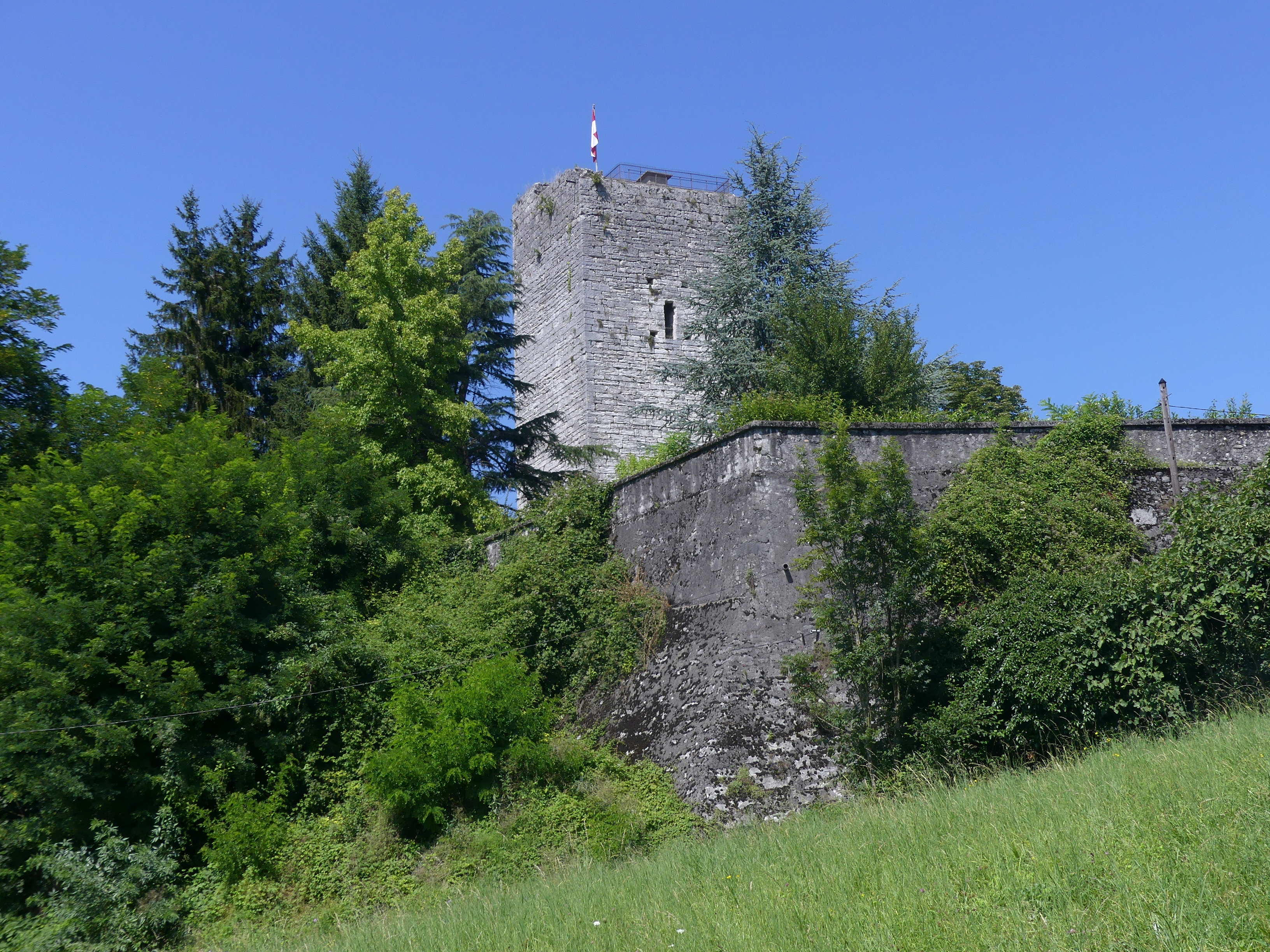
Burgruine Château de Grésy

## Bevölkerung
| Jahr                       | 1962 | 1968 | 1975 | 1982 | 1990 | 1999 | 2006 | 2016 |
| Einwohner                  | 1324 | 1328 | 1517 | 1934 | 2374 | 2828 | 3280 | 4520 |
| Quellen: Cassini und INSEE |      |      |      |      |      |      |      |      |

Mit 4633 Einwohnern (Stand 1. Januar 2022) gehört Grésy-sur-Aix zu den mittelgroßen Gemeinden des Département Savoie. Nachdem die Einwohnerzahl in der ersten Hälfte des 20. Jahrhunderts rückläufig war, wurde seit Beginn der 1970er Jahre dank der attraktiven Wohnlage wieder eine deutliche Bevölkerungszunahme verzeichnet. Seither hat sich die Einwohnerzahl beinahe verdreifacht. Das Siedlungsgebiet von Grésy-sur-Aix ist heute mit demjenigen von Aix-les-Bains lückenlos zusammengewachsen.

## Wirtschaft und Infrastruktur
Grésy-sur-Aix war bis ins 20. Jahrhundert hinein ein vorwiegend durch die Landwirtschaft, insbesondere den Weinbau, geprägtes Dorf. Heute spielt der Weinbau keine Rolle mehr. In der Talebene entstanden in den letzten Jahrzehnten größere Gewerbe- und Industriezonen. Hier ließen sich verschiedene Betriebe des Bau- und Transportgewerbes, Handelsfirmen, Dienstleistungsbetriebe und Einkaufsgeschäfte nieder. Außerdem hat sich das Dorf zu einer Wohngemeinde entwickelt. Viele Erwerbstätige sind Wegpendler, die hauptsächlich im Raum Aix-les-Bains und Chambéry ihrer Arbeit nachgehen.
Die Ortschaft ist verkehrsmäßig sehr gut erschlossen. Sie liegt oberhalb der Departementsstraße D1201, die als ehemalige N201 von Aix-les-Bains nach Annecy führt. Weitere regionale Straßenverbindungen bestehen mit Cusy und über den Mont Revard mit Les Déserts. Ein Anschluss mit Mautstelle an die Autobahn A41 (Chambéry–Genf) befindet sich auf dem Gemeindegebiet. Grésy-sur-Aix besitzt einen Bahnhof an der Bahnstrecke Aix-les-Bains–Annemasse.